# Francisco Sá (Minas Gerais)
Francisco Sá – miasto i gmina w Brazylii, w stanie Minas Gerais.